# Riang-Lang
Riang-Lang, jedno od plemena Palaunga nastanjeno u Burmi u državi Shan (48,819; 2000 WCD) i manjim dijelom u Kini na zapadu Yunnana (3,000; 1995). Kulturno su srodni ostalim Palaungima (poljodjelstvo). Govore jezikom riang (nazivan i black karen, yanglam, black yang, riang-lang, yin, yang, liang sek, yang wan kun), članom porodice Mon-Khmer. Riang-Lang se ne smiju pobrkati s plemenom Riang iz Tripure, Indija.

## Vanjske poveznice
- Palaung, Riang-Lang of Myanmar (Burma)